# 武並駅
武並駅（たけなみえき）は、岐阜県恵那市武並町竹折にある、東海旅客鉄道（JR東海）中央本線の駅である。駅番号はCF16。
運行形態の詳細は「中央線 (名古屋地区)」を参照。

## 歴史
- 1919年（大正8年）11月25日：国有鉄道（鉄道院）中央本線の大井（現・恵那） - 釜戸間に竹折信号所（たけおりしんごうしょ）として恵那郡武並村に開設[1][2]。
- 1922年（大正11年）4月1日：竹折信号場に変更[2]。
- 1926年（大正15年）4月1日：駅に昇格、武並駅開業[3]。旅客営業および小手荷物を取扱[3]。
- 1928年（昭和3年）6月15日：貨物の取扱いを開始[4]。
- 1954年（昭和29年）4月1日：恵那郡武並村を含む合併により恵那市が誕生する。
- 1959年（昭和34年）10月15日：貨物の取扱いを廃止[2]。
- 1970年（昭和45年）10月19日：荷物の取扱いを廃止[5]。駅員無配置駅となる[6]。
- 1987年（昭和62年）4月1日：国鉄分割民営化により、東海旅客鉄道の駅となる[7][2]。
- 2006年（平成18年）11月25日：ICカード「TOICA」の利用が可能となる。
- 2008年（平成20年）
  - 2月：駅舎が改築され、供用開始[1]。
  - 3月19日：南口が設置され、供用開始[8]。

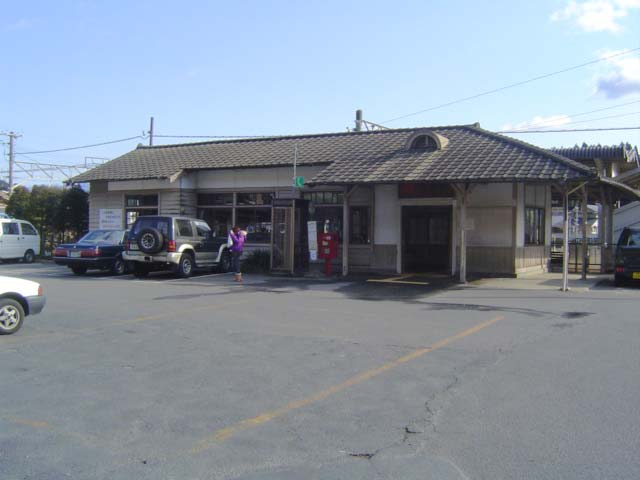
旧駅舎（2004年12月22日）

## 駅構造
相対式ホーム2面2線を有する地上駅。駅舎は南北双方に設置されている。北口は構内北側、1番線に隣接しておかれている。2番線に隣接して置かれている南口はエレベーターおよび階段が設置されている。なお、2つのホームは跨線橋で繋がっている。
中津川駅管理の簡易委託駅。北口駅舎にある窓口は毎日7:00から12:00までと13:00から14：30の営業である（この時間帯以外にも係員が不在になる場合もある）。
カーブの途中にあるため車掌によっては駅到着直前に注意を促す放送をすることもある。
自動改札機はないが、簡易TOICA改札機が設置されている。

### のりば
| 番線 | 路線        | 方向 | 行先               |
| ---- | ----------- | ---- | ------------------ |
| 1    | CF 中央本線 | 下り | 中津川・長野方面   |
| 2    | CF 中央本線 | 上り | 多治見・名古屋方面 |

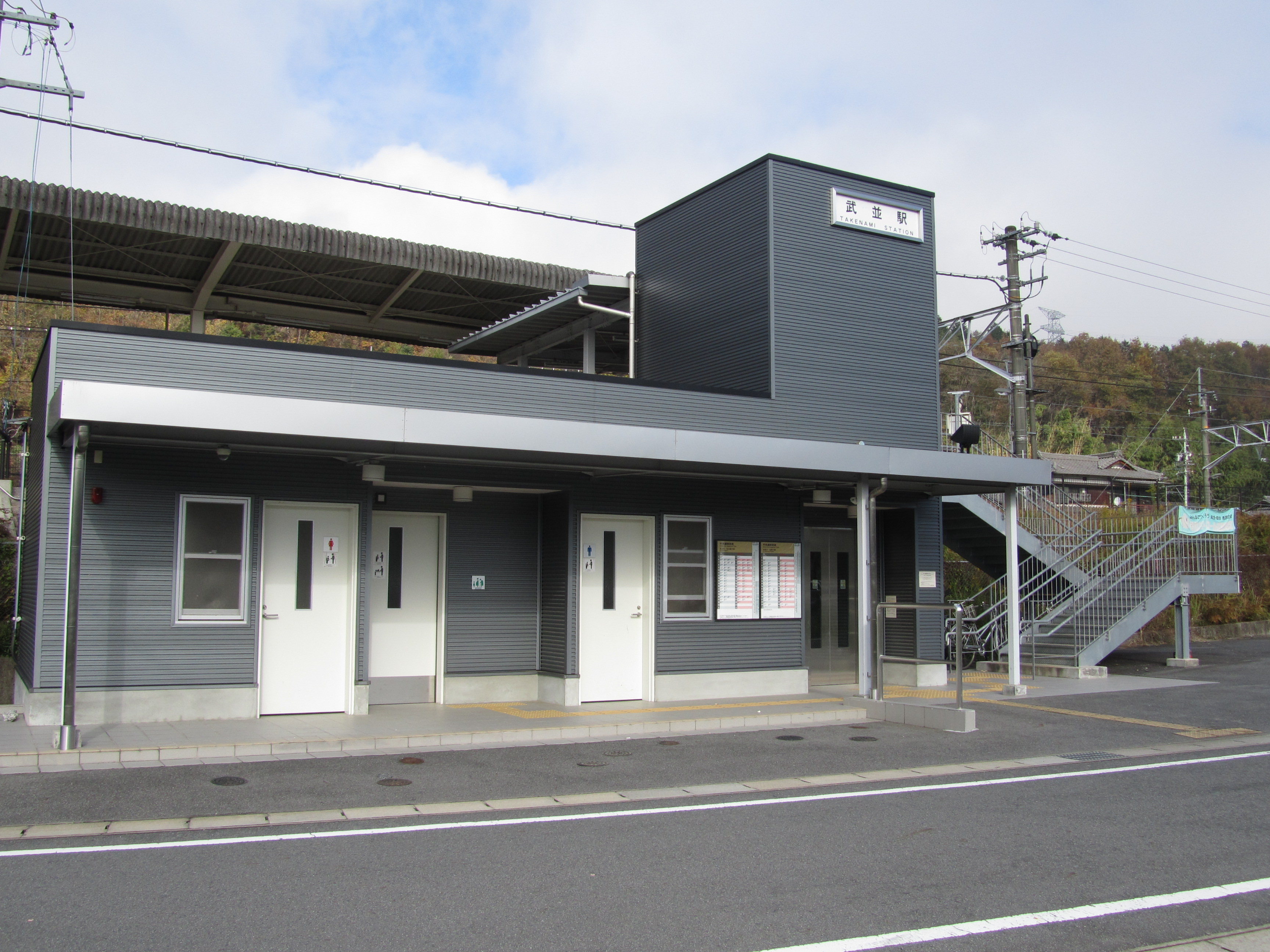
南口駅舎
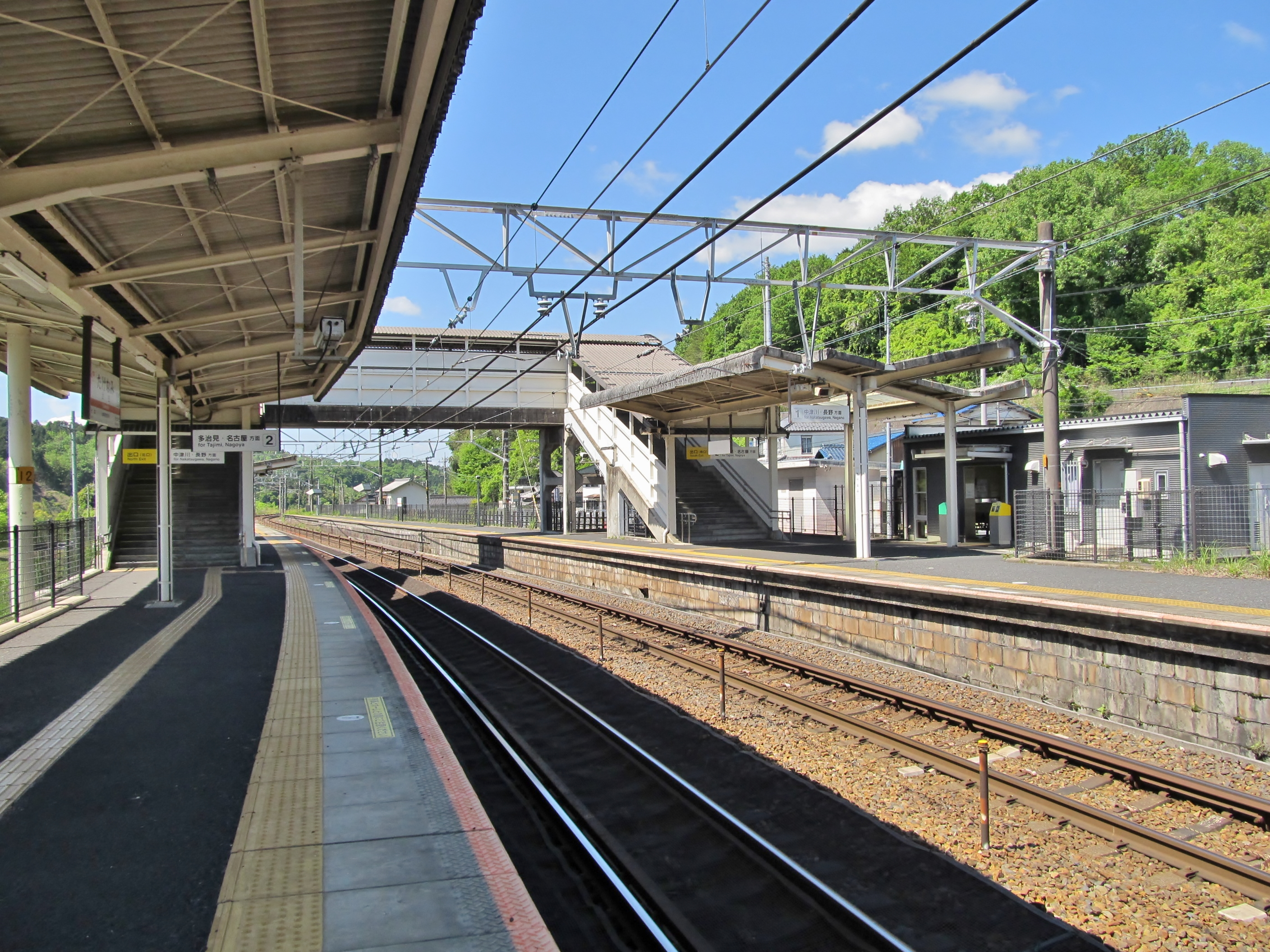
ホーム
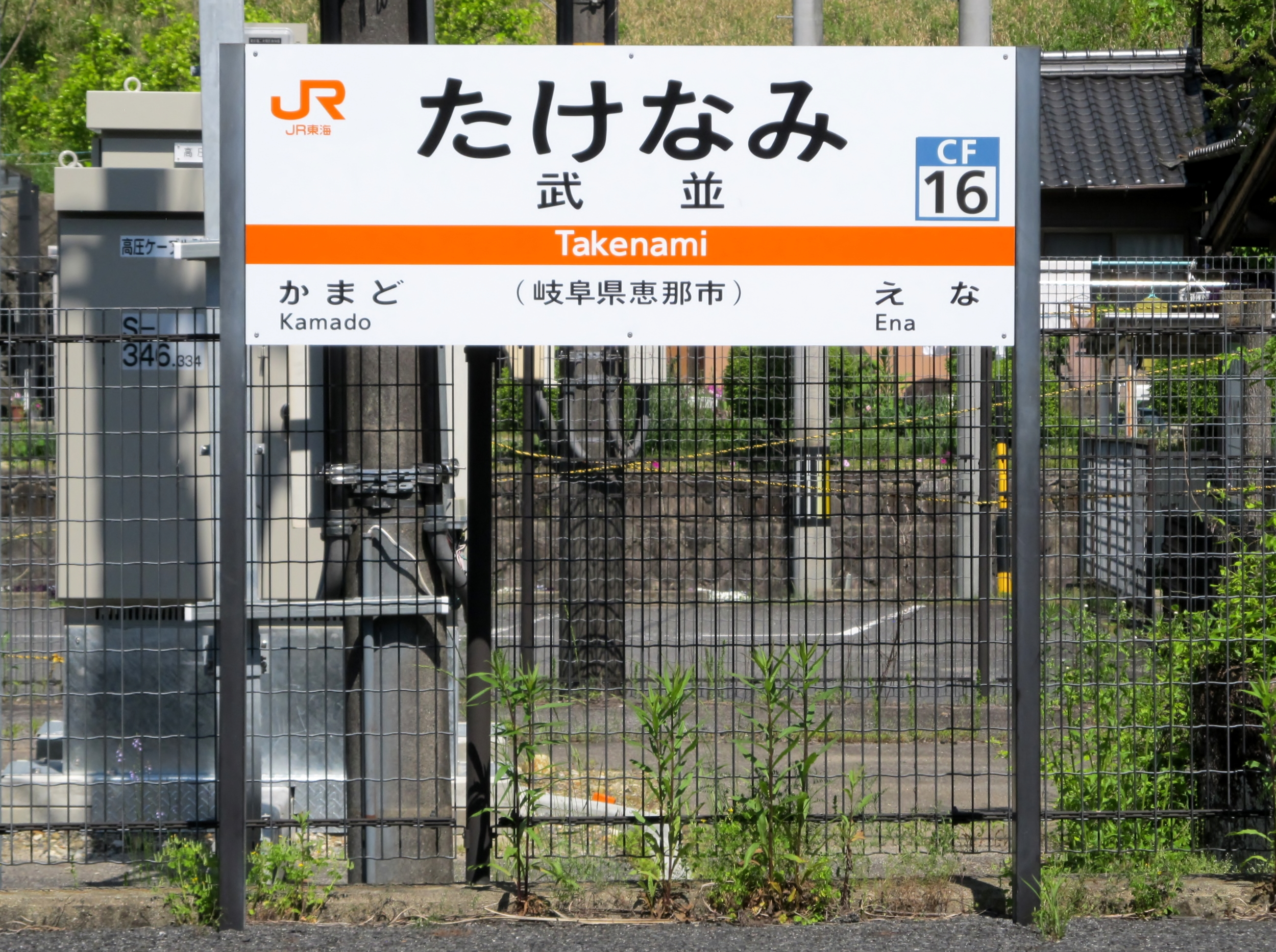
駅名標

## 利用状況
「恵那市統計書」によると、近年の1日平均乗降人員は以下の通りである。
| 年度   | 1日平均 乗降人員 |
| ------ | ---------------- |
| 2001年 | 1,122            |
| 2002年 | 1,108            |
| 2003年 | 1,118            |
| 2004年 | 1,126            |
| 2005年 | 1,114            |
| 2006年 | 1,124            |
| 2007年 | 1,118            |
| 2008年 | 1,094            |
| 2009年 | 1,038            |
| 2010年 | 1,022            |
| 2011年 | 972              |
| 2012年 | 948              |
| 2013年 | 950              |
| 2014年 | 916              |
| 2015年 | 934              |
| 2016年 | 909              |
| 2017年 | 948              |
| 2018年 | 940              |
| 2019年 | 910              |

## 駅周辺
武並の街の中心からはやや離れた場所に位置する。
- 恵那市立武並小学校
- 武並郵便局
- 中央自動車道
- 国道19号
- 土岐川
- 新槇ヶ根トンネル
- 中山道
- 下街道
- 岐阜県クリスタルパーク恵那スケート場
- 道の駅そばの郷らっせぃみさと
- 瑞現寺
- 武並神社
- 恵那市自主運行バス 藤線・椋実＝武並線
  - まきがね公園前・恵那駅前 方面
  - 藤・奥山足・茂立・恵那病院前 方面
  - 三郷平・椋実 方面

## 隣の駅
東海旅客鉄道（JR東海）
CF 中央本線
■快速・■区間快速・■普通
恵那駅 (CF17) - 武並駅 (CF16) - 釜戸駅 (CF15)